# Bernard Knox
Bernard MacGregor Walker Knox, más conocido como Bernard Knox (Bradford, 24 de noviembre de 1914 - 22 de julio de 2010) fue un intelectual, ensayista, traductor y catedrático estadounidense de origen británico, especialista en cultura clásica.
Nacido en Inglaterra, se graduó en lenguas clásicas en la universidad de Cambridge en 1936. Viajó a París para unirse al reclutamiento de brigastistas con destino a defender la legalidad republicana española del fascismo. En España fue destinado a Madrid y participó con la XI Brigada en la batalla de la Ciudad Universitaria. Sus relatos fueron claves para conocer el desarrollo de los acontecimientos. Terminada la guerra española marchó a Estados Unidos, alistándose después del ataque a Pearl Harbour por los japoneses. Fue integrado en los servicios secretos, Oficina de Servicios Estratégicos (OSS), desde los que participó en la coordinación de la Resistencia francesa con los aliados durante el desembarco de Normandía. Después fue destinado al norte de Italia, ya hacia el final de la guerra, donde colaboró con los partisanos en su lucha contra Mussolini. El descubrimiento de una copia de las Geórgicas de Virgilio durante unas operaciones militares y la lectura de un párrafo de las mismas, le motivó para que, acabada la guerra mundial, regresase a Estados Unidos y dedicase sus esfuerzos en el conocimiento en profundidad de la cultura clásica, singularmente la griega.
Así, se doctoró en la universidad de Yale y se incorporó a la universidad de Harvard, donde entre 1962 y 1985 fundó y dirigió el Centro de Estudios Helénicos. Fue autor de multitud de libros y artículos y obtuvo numerosos premios.

## Obras
- Bernard Knox, Cleanth Brooks, Maynard Mack.: Tragic Themes in Western Literature: Seven Essays by Bernard Knox and Others (Universidad de Yale, 1955), ISBN 9780300003284.
- Bernard Knox, Oedipus at Thebes (Universidad de Yale, 1957), reeditado como Oedipus at Thebes: Sophocles' Tragic Hero and His Time (Universidad de Yale, 1998), ISBN 9780585376370.
- Bernard Knox.: The heroic temper: studies in Sophoclean tragedy (Universidad de California, 1964), ISBN 9780520049574.
- Bernard Knox, Word and Action: Essays on the Ancient Theater (1979) (reimpreso por la Universidad Johns Hopkins 1986), ISBN 9780801834097
- Bernard Knox, Essays Ancient and Modern (Universidad Johns Hopkins, 1989), ISBN 9780801837890.
- Bernard Knox, editor, The Norton Book of Classical Literature (Norton, 1993), ISBN 9780393034264.
- Bernard Knox, The Oldest Dead White European Males and Other Reflections on the Classics (1993) (reimpreso por W. W. Norton & Company, 1994), ISBN 9780393312331.
- Bernard Knox, Backing Into the Future: The Classical Tradition and Its Renewal (W.W. Norton, 1994), ISBN 9780393035957.